# Cash Money Millionaires
Cash Money Millionaires fue un grupo de la discográfica de New Orleans, Cash Money Records en la que los componentes de la misma formaban este grupo. Tanto Mannie Fresh y Baby (Big Tymers) cómo los Hot Boys (B.G., Juvenile, Turk y Lil Wayne).
Su discografía se limita a dos trabajos que fueron: 
- La banda sonora de su película Baller Blockin.
- La banda sonora de la película Undisputed.

Al organizar siempre giras de conciertos en las que iban todos los componentes del sello fueron reconocidos en el mundo del rap como los Cash Money Millionaires

## Miembros
- Brian "Baby" Williams - Fundador de Cash Money Records junto a su hermano Suga Slim.
- Lil' Wayne - Continua en Cash Money Records.
- Juvenile - Abandonó en 2001 pero volvió en 2003 para grabar el LP "Juve The Great" e irse de nuevo.
- B.G. - Abandonó en 2001 para fundar Chopper City Records.
- Turk - Abandonó en 2002 para irse a Laboratory Recordz.
- Mannie Fresh - Abandonó en 2006 para emprender su carrera en solitario.